# Diofizytyzm
Diofizytyzm (gr. δυοφυσιτισμός od δύο dwa, φύσις natura i ισμός wiedza) – kierunek w teologii chrześcijańskiej przyjmujący, że jedna osoba Jezusa Chrystusa posiada dwie oddzielne natury – boską i ludzka, które tworzą unię hipostatyczną. Pogląd przeciwny monofizytyzmowi, którego zwolennikom z kolei diofizytyzm wydawał się formą nestorianizmu.
Nauka ta zatwierdzona została przez sobór chalcedoński w 451 roku. 